# Brothers in Arms (песня)
Brothers in Arms (с англ. — «Братья по оружию») — третий по дате выхода сингл и финальная песня с одноимённого альбома английской рок-группы Dire Straits. Тема песни — трагизм и бессмысленность войны, где высокие чувства любви, дружбы, верности заставляют солдат убивать таких же любящих и сплоченных людей, оказавшихся на другой стороне.

## История
Запись прошла в декабре 1984 года на карибском острове Монтсеррат в студии AIR Montserrat, принадлежащей продюсеру «Битлз» Джорджу Мартину. Марк Нопфлер исполнил свою партию на гитаре Gibson Les Paul Standard 1984 года выпуска, с использованием эффектов компрессии и реверберации.
Песню записали в двух вариантах, различающихся длительностью вступительного и финального гитарного соло. В альбом вошла версия продолжительностью 7:00, забракованная была короче на 56 секунд.
Слова песни послужили эпиграфом к русскому изданию книги Анджея Сапковского «Крещение огнём» из цикла о Ведьмаке.

## Композиция и текст
После первых тревожных нот синтезатора, в которых слышится эхо взрывов, мягко вступает гитара (и лидирует до конца композиции). Деликатные блюзовые паттерны в сочетании с как будто уставшим тихим голосом Нопфлера создают настроение меланхолии.
Только гитара и синтезатор с тембром, близким к гармонике, звучат в первом куплете. Лирический герой поет, что его новым домом стали холмы, покрытые туманом, хотя настоящий дом всегда останется на равнине. Он желает своим братьям по оружию однажды вернуться к родным долинам и фермам.
Во втором куплете вступают ударные и бас-гитара. Герой вспоминает «крещение огнём», свой страх и панику, когда боевые товарищи не оставили его.
Голос становится твёрже в мосте после второго куплета. Герой рассуждает: «На свете так много миров, и так много Солнц. У нас один общий мир, но мы живем в совершенно разных». В следующих 20 тактах звучит тягучее гитарное соло.
В заключительном куплете герой обращается к товарищам: «Сейчас, когда солнце провалилось в ад и луна празднует победу, дайте мне попрощаться с вами, ведь каждый мужчина обязан умереть». Солдатский пафос вдруг сменяется горькой иронией: «Но ведь написано на звёздах и в каждой линии ладони, что мы дураки и воюем против других братьев по оружию».
Последнее соло на высоких нотах, завершая не только песню, но и весь альбом «Братья по оружию», постепенно затихает через две минуты после начала.

## Участники записи
- Марк Нопфлер — вокал, гитара
- Джон Иллсли — бас-гитара
- Алан Кларк — клавишные
- Гай Флетчер — клавишные
- Омар Хаким — ударные

## Поздние версии
Концертный альбом 1993 года On the Night содержит запись живого исполнения песни (8:55) с партией педальной слайд-гитары. На сборнике Sultans of Swing: The Very Best of Dire Straits 1998 года была опубликована короткая версия — 4:55.
В память о 25-летии Фолклендской войны в 2007 году Нопфлер перезаписал песню в лондонской студии Abbey Road.

## Кавер-версии
Одной из первых в 1988 включила композицию в свой репертуар американская фолк-певица и левая активистка Джоан Баэз.
В начале XXI века германская псевдомонашеская группа Gregorian исполнила Brothers in Arms с настроением светлой грусти.
Новую волну каверов, возможно, спровоцировали в 2007 году участники группы Metallica, сыгравшие акустическую версию на благотворительном концерте Bridge School Benefit в Маунтин-Вью. Вокалист Джеймс Хэтфилд сделал акцент на заключительной строке «Мы дураки и воюем против других братьев по оружию», повторив её многократно.
Солист ирландской мальчиковой группы Celtic Thunder, обладатель красивого тембра Райан Келли записал песню в 2008 году.
Финская группа Northern Kings также включила композицию в альбом 2008 года, сыграв её громко и помпезно.
Эксперименты с формой продолжили другие финские музыканты, акапелла-квинтет Club for Five, солист которого Туукка Хаапаниеми исполнил песню басом.
Более сфокусированную на содержании кавер-версию предложила вокалистка шведской группы The Cardigans Нина Перссон, хотя её партнеру гитаристу Джорджу Вадениусу было непросто выдержать заданный оригиналом уровень.